# Nationell Idag
Nationell Idag (NI) var en högerextrem, nationaldemokratisk nyhetstidning med utgivning varje vecka. Under merparten av sin existens var veckotidningen knuten till partiet Nationaldemokraterna, men under 2014 användes beteckningen "obunden sverigedemokratisk". Tidningen kom ut för första gången 2002 i magasinsformat och betecknade sig då som "tidskrift för politik och kultur". År 2004 började tidningen att komma ut som tabloid med underrubriken "nyhetstidning med politik och kultur", men övergick senare till ha ett "fokus på svensk och europeisk politik och kultur". Tidningen gick i konkurs i oktober 2014. Flera av medarbetarna från Nationell Idag har senare gått vidare till tidningen Nya Tider och nätkanalen Exakt24.

## Upplaga
Vid nedläggningen hade tidningen en upplaga på 1 800 exemplar per vecka och bestod av 16 sidor, med en ledarsida, flera sidor med inrikes- och utrikesnyheter och en kulturdel som berörde exempelvis litteratur, musik och film.
Tidningen utkom tidigare kring sex gånger årligen, men under början av 2007 ökade utgivningstakten till en gång per månad och i slutet av sommaren samma år ökades utgivningstakten ytterligare till varannan vecka. Målet var veckoutgivning, vilket skulle göra att tidningen uppfyllde kraven för presstöd. Samtidigt bedrevs en kampanj för att värva nya prenumeranter, vilket skulle bidra till det ekonomiska underlaget för tidningsprojektet. Den 30 juli 2009 var värvningskampanjen på 2 000 nya prenumeranter slutförd och i augusti samma år påbörjades således veckoutgivningen. Nationell Idag var därmed den första tidningen med nationalistisk profil på över 50 år som utkommit så ofta.

## Statligt presstöd
För att erhålla statligt presstöd måste en tidning ges ut varje vecka oavbrutet i sex månader. För att klara detta, vilket innebar ökade kostnaderna för produktion och distribution till följd av den ökade utgivningstakten, så startades en insamlingskampanj med målet att få ihop 220 000 kronor. Som incitament erbjöds de som bidrog med pengar ett visst antal andelar i tidningen, som senare ska kunna bytas mot aktier, om tidningen i framtiden omvandlas till ett aktiebolag. I början av oktober 2009 hade tidningen fått in de pengar genom insamlingskampanjen som man eftersträvade.
Den första april 2010 meddelade Nationell Idag på sin hemsida att Tidningsstatistik AB slagit fast att tidningen uppfyllde alla krav på presstöd. Vid Presstödsnämndens sammanträde 21 april 2010 beviljades därför tidningen presstöd i enlighet med gällande regelverk, med ett belopp på nära 700 000 kronor för tiden augusti-december 2009 och knappt 1 700 000 kronor för 2010. En ledamot i nämnden, Niclas Malmberg, reserverade sig mot beslutet. Beslutet väckte stor medial uppmärksamhet och ledde till att en av de övriga ledamöterna i Presstödsnämnden, Martin Ahlquist, lämnade sin plats. Dåvarande kulturministern Lena Adelsohn Liljeroth ville att Presstödsnämnden skulle få nya regler.
2011 uppmärksammades Nationell Idag för att ha betalat ut en del av presstödet till en aktivist i Svenska motståndsrörelsen, som av tidningen utsetts till "årets fosterlandsvän". Tidningen uppgavs också ha använt presstödet för att finansiera en aktivistgrupp grundad av medlemmar i det nynazistiska nätverket Fria nationalister.

## Idealisten
Idealisten var namnet på Nationaldemokraternas medlemstidning, vilken under partiets existens utkom till samtliga medlemmar tillsammans med Nationell Idag. Tidningen berörde endast frågor om moderpartiet och ungdomsförbundet Nationaldemokratisk Ungdom samt dess samarbetsorganisationer i Europa.

## Chefredaktörer
Tidningens första chefredaktör var Fredrik Bergman. När tidningen övergick till tabloid format 2004 tog Marc Abramsson över tjänsten. Efter valet 2006 efterträddes Abramsson av Vávra Suk. I oktober 2011 tog Sanna Hill över efter att Vávra Suk beslutat att ta ledigt för att vila upp sig och hämta ny inspiration. Vavra Súk återkom sedan som chefredaktör i maj 2012, men i oktober samma år ersattes han av Jimmy Windeskog. Efter ägarbytet i början av 2014 tillsattes Patrik Ehn som ny chefredaktör den 27 mars samma år. Alla chefredaktörerna hade en partipolitisk bakgrund i Sverigedemokraterna och några fortsatte till Nationaldemokraterna efter partisplittringen.